# Romualdo José Monteiro de Barros
Romualdo José Monteiro de Barros, o barão de Paraopeba (Congonhas do Campo, c. 1756 — Minas Gerais, 16 de dezembro de 1855) foi um político brasileiro.
Foi presidente da província de Minas Gerais, de 10 de junho a 17 de julho de 1850.

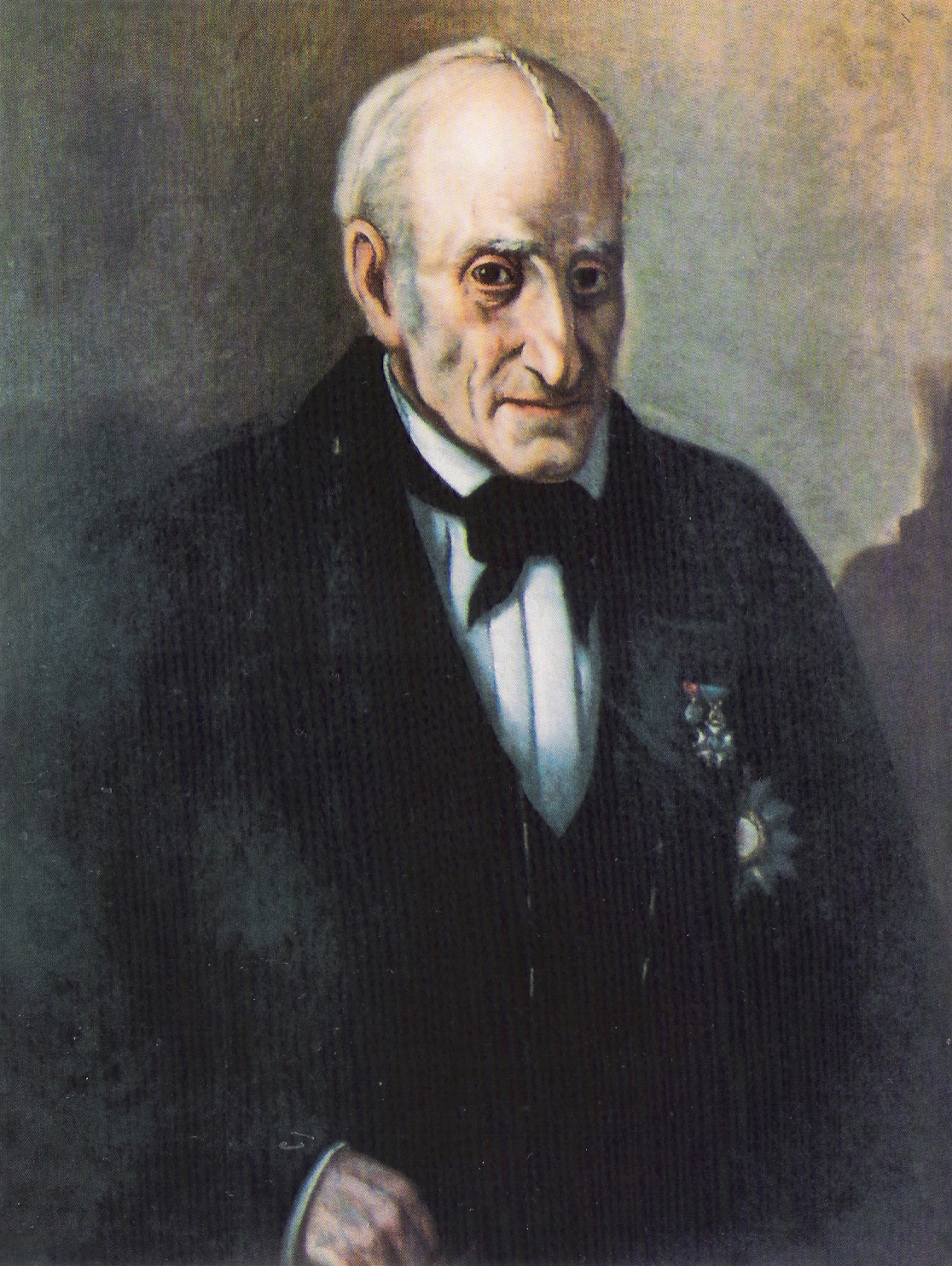
Pintura datada de 1855, de autoria de Joaquim Rocha Fragoso.

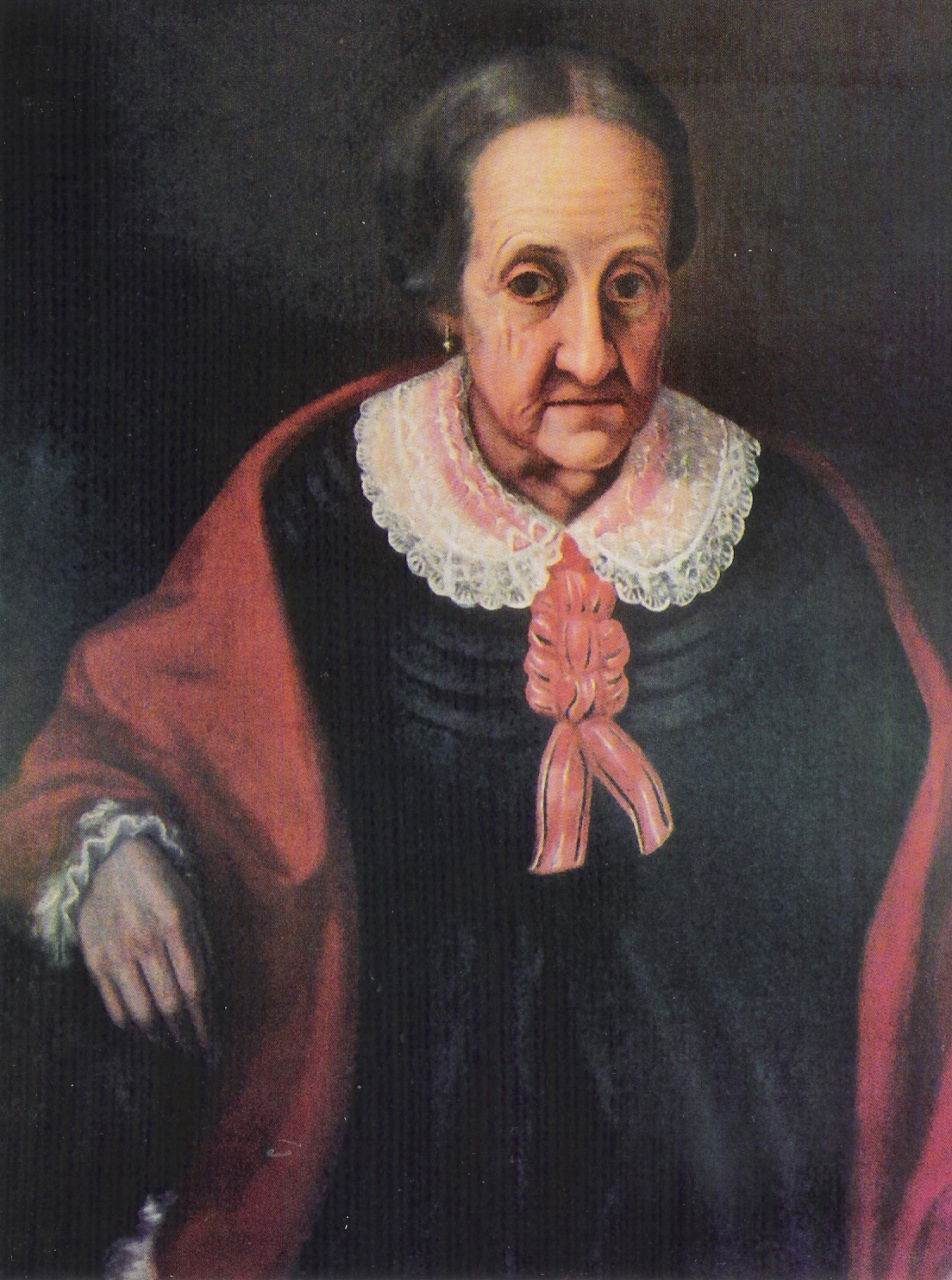
Felizarda Constância Leocádia da Fonseca.

## Vida
Quarto filho do Guarda-Mor Manuel José Monteiro de Barros e de sua mulher Margarida Eufrásia da Cunha Matos.
Dedicou-se à mineração e à industria. Foi proprietário de rica lavra de ouro em Congonhas, onde fundou, em sociedade com dois irmãos (Lucas Antônio Monteiro de Barros, Visconde de Congonhas do Campos, e coronel José Joaquim Monteiro de Barros), a primeira fábrica (fundição) de ferro estabelecida na província denominada Fábrica Patriótica de São Julião. A Fábrica Patriótica foi a primeira siderúrgica do Brasil a forjar ferro.
Membro do segundo governo provisório de Minas Gerais, eleito a 23 de maio de 1823; fez parte do Conselho do Governo, de 1825 a 1829 e de 1830 a 1833; vice-presidente da província, com exercício a 10 de junho de 1850.
Coronel de Milícias, Cavaleiro da Imperial Ordem de Cristo e finalmente agraciado por decreto imperial de 2 de dezembro de 1854, com o titulo de Barão de Paraopeba. Título de origem toponômica, que levava o nome do rio Paraopeba onde possuía inúmeras propriedades.
Foi casado com Felizarda Constância Leocádia da Fonseca, filha de José Veríssimo da Fonseca e Ana Felizarda Joaquina de Oliveira. Deixaram onze filhos (por falta de dados, não pode-se afirmar qua a lista abaixo esteja em ordem de nascimento):
- Dr. Francisco de Paula Monteiro de Barros (1785-?), casado com Ana Carlota de Miranda.
- Dr. Miguel Eugênio Monteiro de Barros (? - ?), casado com Maria Eugênia de Souza Breves.
- Dr. João Batista Monteiro de Barros (? -?), casado com sua prima Maria do Carmo Monteiro Nogueira da Gama.
- Dr. Antônio José Monteiro de Barros (1799-?), casado com sua prima Ana Helena de Sauvan Monteiro de Barros, filha do Visconde de Congonhas do Campo.
- Padre José Maria Monteiro de Barros.
- Manuel José Monteiro de Barros...
- Joaquim José Monteiro de Barros...
- Maria José Monteiro de Barros, casada com José Cesário de Miranda Ribeiro, Visconde de Uberaba.
- Ana Felizarda Joaquina de Oliveira...
- Francisca Monteiro de Barros, casada com Lucas Antonio de Souza Oliveira e Castro.
- Margarida Eufrásia Monteiro de Barros (1818-1890).